# Poesia-práxis
A poesia-práxis foi um movimento liderado por Mário Chamie, que a partir de 1961 começou a adotar a palavra como organismo vivo gerador de novos organismos vivos, ou seja, de novas palavras. Surge como dissidência da Poesia concreta.
O poema do Concretismo tem como característica primordial o uso das disponibilidades gráficas que as palavras possuem sem preocupações com a estética tradicional de começo, meio e fim e, por este motivo, é chamado de poema-objeto.
Outros atributos que podemos apontar deste tipo de poesia são:
- A eliminação do verso
- O aproveitamento do espaço em branco da página para disposição das palavras
- A exploração dos aspectos sonoros, visuais e semânticos dos vocábulos
- O uso de neologismos e termos estrangeiros
- A decomposição das palavras
- As possibilidades de múltiplas leituras.

A comunicação através do visual era a forma de expressão de todas as poesias concretas. No entanto, houve particularidades que diferenciavam os poemas deste período em tipos de poesias.
Assim, a poesia de Mario Chamie surge, revalorizando o ritmo, a palavra, o verso, sem abandonar o uso paronomástico dos fonemas.